# 김동훈 (축구인)
김동훈(한국 한자: 金東勳, 1966년 9월 11일 ~ )은 대한민국의 전 축구 선수 및 지도자다. 